# Гомес, Жеовани Дейберсон Маурисио
Жеовани Дейберсон Маурисио Гомес (порт. Geovanni Deiberson Maurício Gomez; родился 11 января 1980 года, Акаяка, Бразилия) — бразильский футболист, атакующий полузащитник.

## Карьера

### Ранние годы
Когда Жеовани закончил обучение в молодёжной команде «Крузейро», большинство бразильских экспертов были заинтригованы его талантов и полагали, что он мог бы стать великим игроком и играть на самом высоком уровне. Когда Жеовани было 18 лет, он перешёл на правах аренды в клуб «Америка Минейро», забив один гол в 15 играх на позиции правого вингера. Позже, он получил вызов в сборную Бразилии. После того, как его аренда закончилась, он сразу завоевал место в первой команде «Крузейро» и был любимцем клуба из Белу-Оризонти.
В 2001 году Жеовани перешёл в «Барселону» за 11 миллионов евро.

### Карьера в сборной
За главную сборную страны сыграл один матч на Кубке Америки в 2001 году, проведя на поле 90 минут.

## Достижения
- Обладатель Рекопы Южной Америки: 1998
- Обладатель Кубка Португалии: 2003/04
- Чемпион Португалии: 2004/05
- Обладатель Суперкубка Португалии: 2005